# Josjkar-Ola
Josjkar-Ola (Russisch: Йошкар-Ола) is de hoofdstad van de autonome republiek Mari El in het centrum van Europees-Rusland. De stad heeft circa 250.000 inwoners.

## Economie
Tijdens het Sovjettijdperk, vooral na de Tweede Wereldoorlog, was de stad een regionaal industrieel en vervoercentrum en groeide uit tot zijn huidige grootte. Met het uiteenvallen van de Sovjet-Unie verdween echter de kunstmatige steun van de inefficiënte staatsondernemingen. Dit leidde tot de directe sluiting van de meeste fabricage-activiteit in het gebied. De daling van de levensstandaard leidde tot de emigratie van een deel van de beroepsbevolking naar de grotere steden in Rusland.

## Geschiedenis
De stad werd gesticht in 1578 als Russische buitenpost met de naam Tsarjovokoksjajsk. In 1919 werd de naam veranderd in Krasnokoksjajsk, en in 1927 kreeg de stad haar huidige naam.

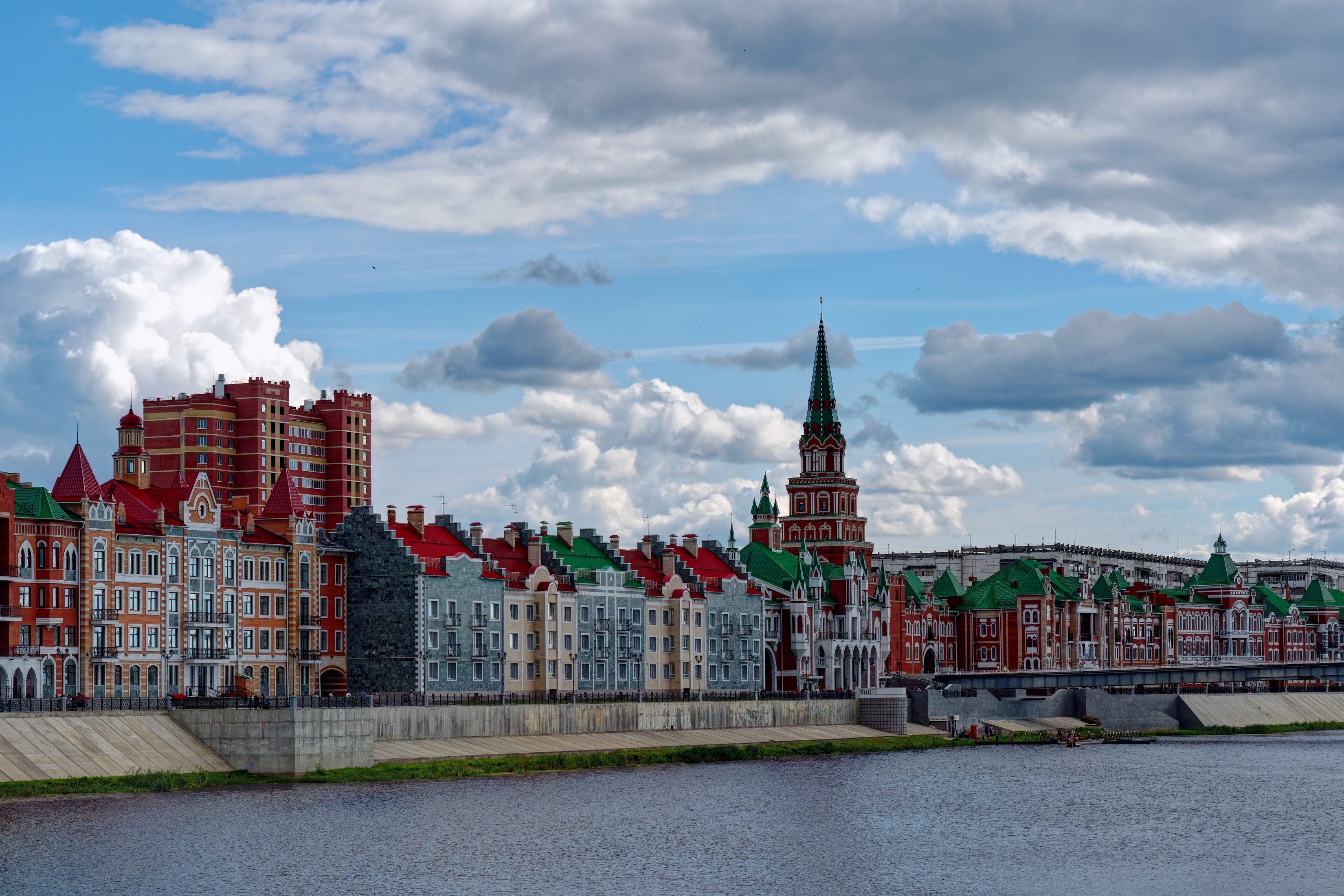
Huizen in Josjkar-Ola

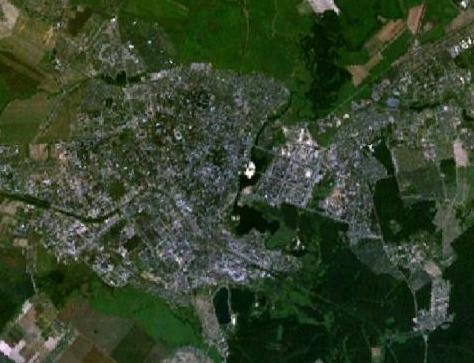
Satellietfoto

## Geboren
- Alevtina Ivanova (22 mei 1975), langeafstandsloopster

Bestuurlijk centrum: Josjkar-Ola

Kozmodemjansk · Volzjsk · Zvenigovo